# 卡弗縣
卡弗縣（英語：Carver County）是美國明尼蘇達州的一個縣，南傍明尼蘇達河。面積974平方公里。根據美國2000年人口普查，共有人口70,205人。縣治查斯卡 (Chaska)。
成立於1855年2月20日。縣名紀念美國探險家約那丹·卡弗 （Jonathan Carver）。